# Klaus Schmidt

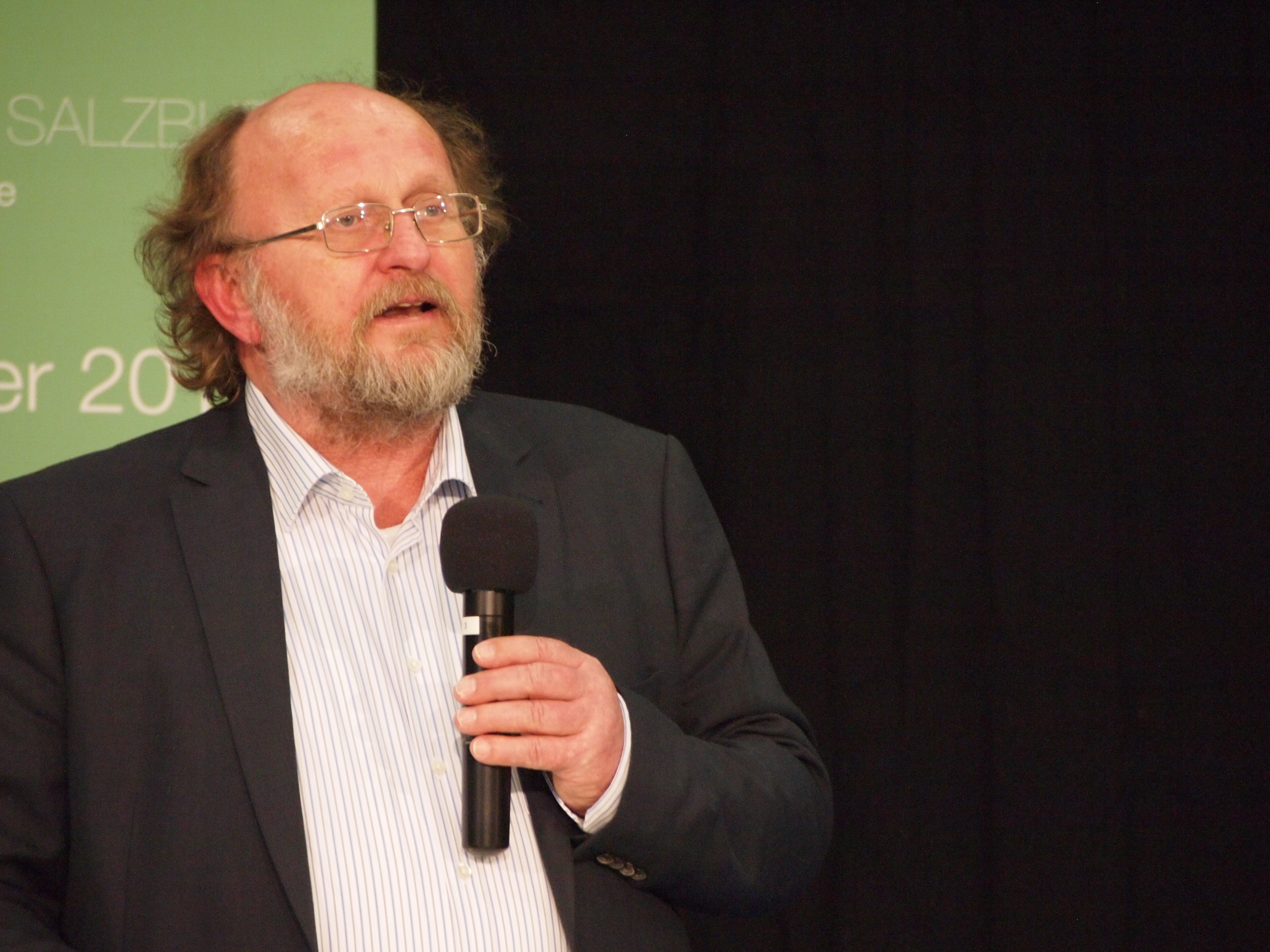
Klaus Schmidt in januari 2014 op de Monumentobeurs in Salzburg.

Klaus Schmidt (Feuchtwangen, 11 december 1953 – Ückeritz, 20 juli 2014) was een Duitse archeoloog. Hij leidde vanaf 1995 de opgraving van Göbekli Tepe in Turkije en ontdekte zo aanwijzingen dat het de oudste tempel ter wereld is.

## Leven en werk
Klaus Schmidt studeerde van 1974 tot 1983 prehistorische en protohistorische archeologie en archeologie van de klassieke oudheid aan de universiteiten van Erlangen en vervolgens Heidelberg. Hier promoveerde hij in 1983 op het proefschrift "Die lithischen Kleinfunde vom Norşuntepe" bij Harald Hauptmann, onder wiens leiding hij sinds 1978 had meegewerkt aan opgravingen in Turkije. Van 1984 tot 1986 ontving hij een beurs van het Deutsches Archäologisches Institut voor zijn werk in het Nabije Oosten, onder meer te Nevalı Çori. Ook nam hij deel aan opgravingen in Griekenland, Egypte en Duitsland.
In 1994, toen Nevalı Çori was verdwenen in het stuwmeer van de Atatürkdam en Schmidt op zoek was naar een nieuwe locatie om een opgraving te doen, werd zijn aandacht getrokken door een rapport uit 1980, gebaseerd op oriënterend veldwerk in de eerste helft van de jaren 1960, waarin onderzoekers van de Universiteit van Istanboel en de Universiteit van Chicago een korte beschrijving van Göbekli Tepe hadden opgenomen in een overzicht van archeologische vindplaatsen in de regio. Zij interpreteerden de gevonden constructies als een verlaten begraafplaats bij een Byzantijnse nederzetting zonder speciale betekenis. Schmidt was niet overtuigd, vroeg in samenwerking met het Şanlıurfa Museum vergunning voor een nieuwe opgraving aan en ontdekte met zijn team een reeks metershoge T-vormige megalieten met gebeeldhouwde dierenfiguren, opgesteld in circkels. Sporen van bewoning, zoals haardplaatsen en afvalputten, werden niet gevonden, waaruit werd geconcludeerd dat dit een groots heiligdom uit het vroege neolithicum moet zijn geweest, "'s werelds oudste tempel", aldus Schmidt.
In 1995 kocht hij een huis in Şanlıurfa, circa 10 km ten zuidwesten van Göbekli Tepe, om de opgravingen van nabij te kunnen overzien. Hij organiseerde jaarlijks twee maanden opgravingen in de lente en twee maanden in het najaar. Hij schreef boeken over de opgravingen, wetenschappelijke artikelen en publicaties voor tentoonstellingen over de hele wereld. In 2011 schatte hij dat ongeveer 5% van het tempelcomplex was blootgelegd.
Naast zijn werk in Turkije leidde Schmidt vanaf 2002 onderzoek van het Deutsches Archäologisches Institut in Aqaba in Jordanië, waar hij samen met Jordanese collega's tells uit de kopersteentijd en de vroege bronstijd onderzocht. Zijn zorgvuldige opgravingsmethoden en vakkundige scherpzinnigheid hebben aanzienlijk bijgedragen aan het begrip van de prehistorische bewoning rond de Golf van Aqaba.
In 2007 werd Schmidt benoemd tot buitengewoon hoogleraar aan de universiteit van Erlangen-Nürnberg.
Schmidt was getrouwd met de Turkse archeologe Çiğdem Köksal-Schmidt en zette zich in voor betere banden tussen Turkije en Duitsland. Schmidt overleed onverwacht aan een hartaanval in 2014 tijdens een zwemuitje op het Oostzee-eiland Usedom.